# 天氣諺語

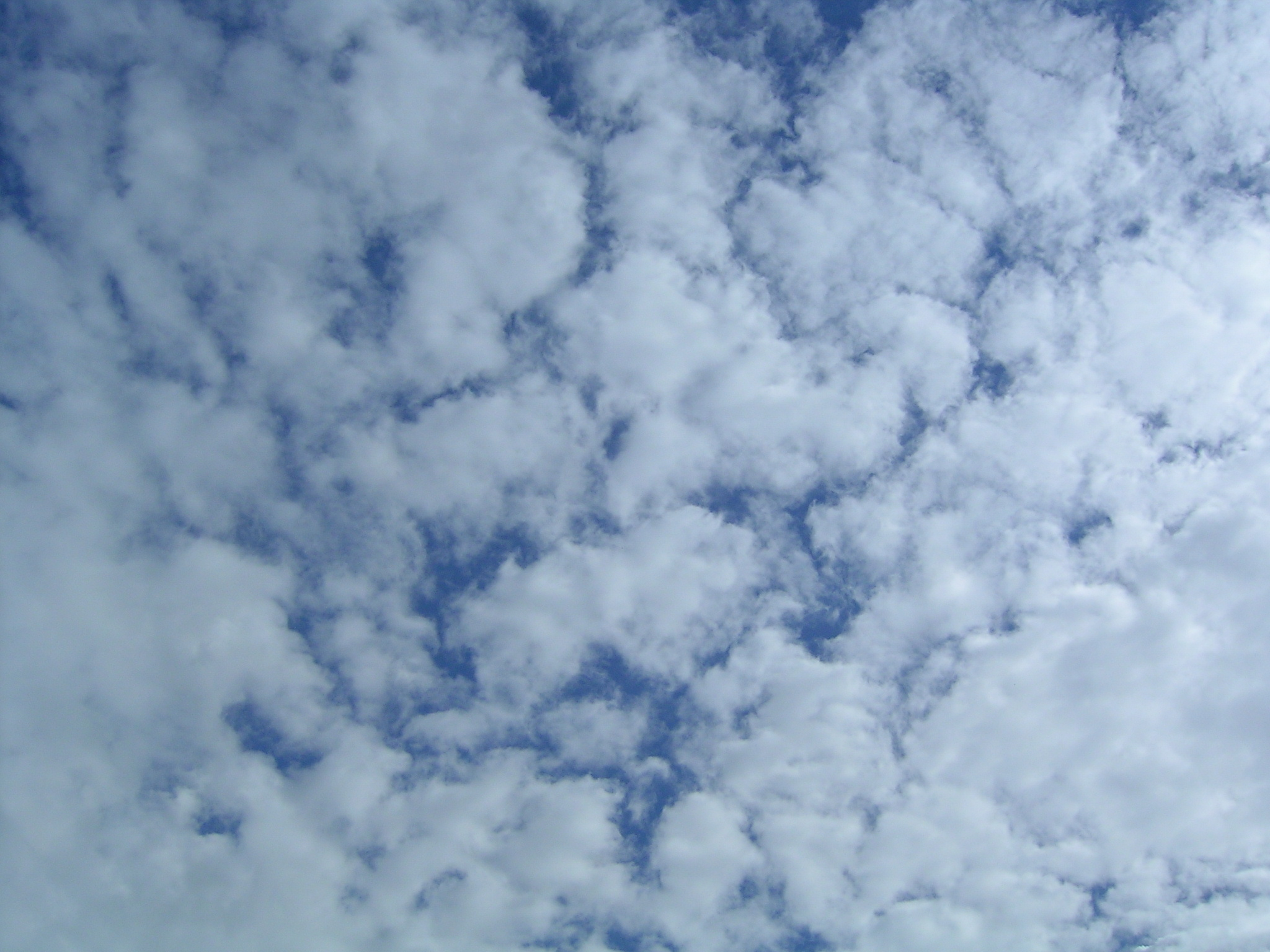
「天上魚鱗斑，明天曬穀不用翻」，魚鱗斑指高積雲(圖)，預兆晴天。

天氣諺語是指民間流傳的關於預測天氣變化的詞語。
人類在千百年來一直想製造準確的天氣預報。口述與筆記的歷史充滿韻文、軼事與諺語來指示明日天氣是天朗氣清還是風雨飄移。不論是要耕種的農民，貿易的商賈還是其他人，能否預知明日的天氣已是成敗的關鍵。在水銀晴雨表發明以前，收集任何有關天氣的預測數據均是極為困難的。儘管有如天氣棒般可提供濕度變化預測的工具，但最可靠的預測天氣的方法仍是人類的經驗。

## 典型例子
「正月陰、二月星、三月、四月大雷公，五月雨、六月晴，七月、八月有大風，九月寒霜十月雪，十一、十二寒潮節。」
「一霧三晴，重霧三日必大風。」
「滿天亂飛雲，雨雪下不停。」
「喜鵲枝頭叫，出門晴天報。」
「風大夜無露，陰天夜無霜。」
「小暑热得透，大暑凉溲溲。」
這些幽默的韻文是由不同年代不同作者所寫，其預測全年氣候轉變，並以週邊的事物預測天氣陰晴變化。其雖然並不一定真確，但卻提供了較為可信的天氣變化預報給人們，讓人們可以作出準備。

### 二十四節氣
- 立春
- 雨水
- 惊蛰
- 春分
- 清明
- 谷雨
- 立夏
- 小满
- 芒种
- 夏至
- 小暑
- 大暑
- 立秋
- 处暑
- 白露
- 秋分
- 寒露
- 霜降
- 立冬
- 小雪
- 大雪
- 冬至
- 小寒
- 大寒

小寒的天氣諺語等等。

### 其他
- “崇明人猜天”

## 不同地區的適用性

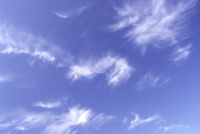
早晨棉絮雲，午後必雨淋。

地球上緯度較適中的地區，大約在北緯或南緯30°至60°，為人類主要活動地帶。而在這些地方的天氣轉變較為明顯，並不會長年持續相同的氣候，今天是潮濕的晴天，明天可以是寒冷的雷雨天。
雖然世界上有很多人生處於赤道地帶，但在很多情況下這地帶的氣候並不會有明顯變化。如撒哈拉沙漠，其終年均是酷熱乾燥，反之，印度次大陸與西太平洋地帶則長年處於雨季，其日間的天氣變化較少。
因此中文世界的天氣諺語主要適用在緯度適中的地帶，因為其有明顯的氣候變化。但天氣諺語於不同地區的適用性亦有可能有所不同，如東虹日頭，西虹雨，因為中國大部份地區均處於西風帶，如果西方出現彩虹，說明西方已有雲雨，不久將會向東移並降水。如果東方出現彩虹，說明雲雨帶已移走，晴天將至。
不一定可行。
因為大多數天氣諺語生成時科學知識並不發達，因此其欠缺了科學的求根精神，其只是對現象作出描寫，而沒有作出解釋，因此其沒有理論支持。然而，天氣諺語在經過不斷實踐後已是具有足夠的可信度，並足以在日常使用。

## 真實諺語解構
「朝霞不出門，晚霞行千里。」

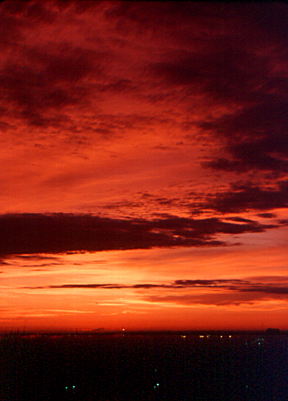
紅色的日落可能意味明日天氣良好

天氣系統通常由西向東移，而紅色的雲彩則是日出或日落時太陽光線射向其內側所形成的。在同一日的這兩個時間，太陽光線是由很窄的角度通由濃厚的大氣層照射至雲朵裡，結果最短波長的可見光線便被雲朵吸收，即綠、藍與紫光，所以天空便形成了紅色(互補色的關係)的雲彩。在早晨時天空是如果是紅色，則是東方的天空放晴，因此太陽光可以照射至西方充滿雲霧的天空裡。反之，在傍晚時，西方的天空必須萬里無雲，太陽光方可通過西方的天空照射至東方的雲霧裡。

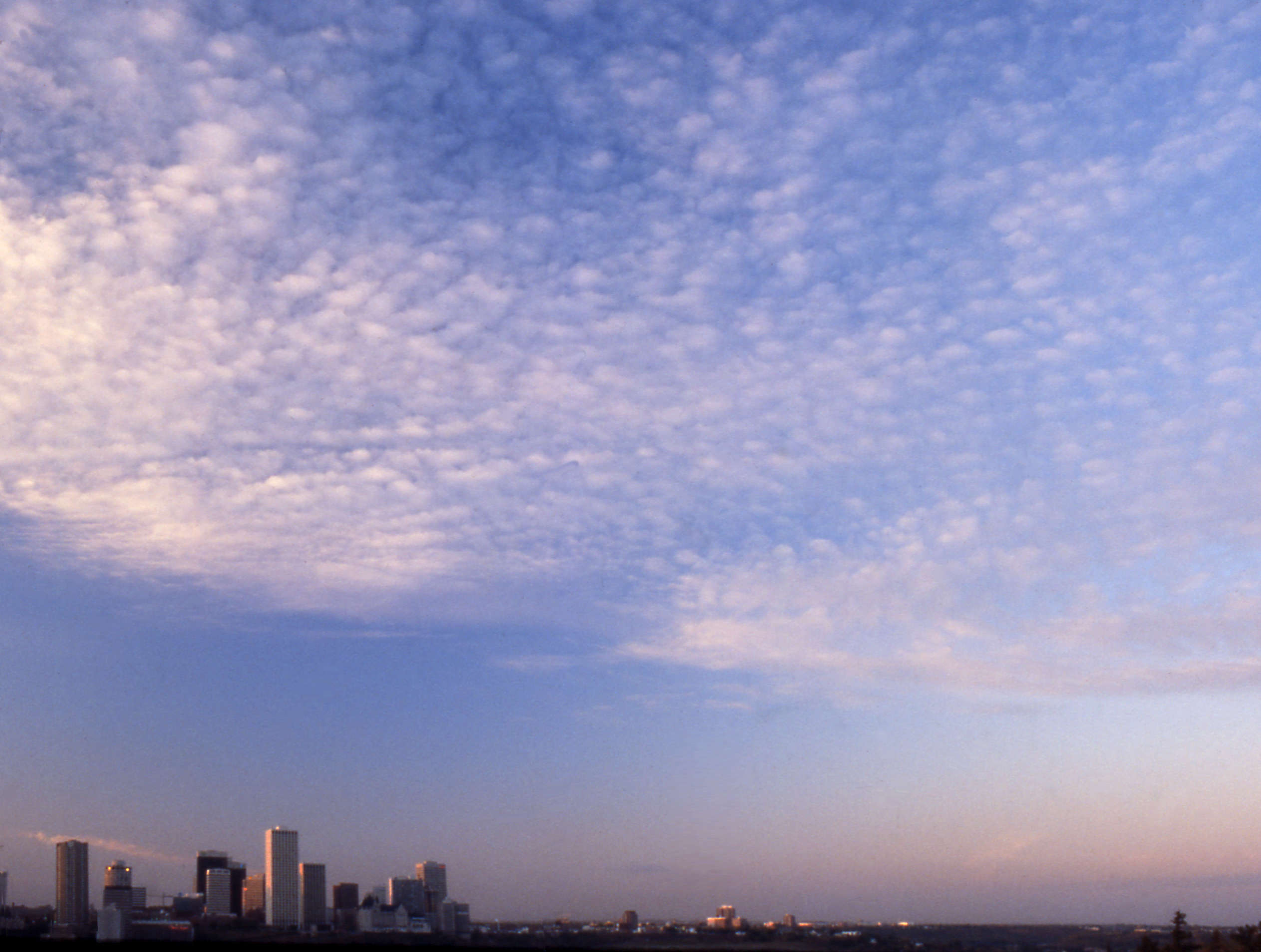
空中魚鱗天，不雨也風顛。

而天氣諺語不止以天色來辨別天氣狀況，亦會使用雲朵形態來辨別。
「空中魚鱗天，不雨也風顛。」
明顯的佈滿卷雲(魚鱗狀)的天空延綿很長，而這種位於高海拔的卷雲指示出有低氣壓的雲霧由西向東移至。這通常會增加風速，在東方形成狂風暴雨，增厚雲朵與在未來二十四小時內生成降水作用。
「天有城堡雲，地上雷雨臨。」

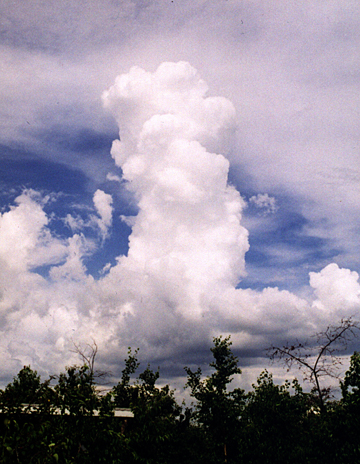
城堡雲意味著天將降雨，這是一個明確的天氣預測方法。

夏天時積雲的花椰菜形狀指示濕氣快速上昇並冷卻，而乾空氣則繼續停在高空。當城堡雲出現，即指示暖濕空氣與冷乾空氣在高空相遇產生不穩定性。這種城堡雲通常會在白天時產生雷陣雨。
「雨後東風大，來日雨還下。」
「東風不過晌，過晌翁翁響。」
雨先於風來到是因為鋒面逼近，所以不穩定天氣會持續一兩天。而風先於雨來到是因為地區性暴風雨所生成的下降氣流，所以在數小時內可能會再度降大雨。
|  |
|  |

「日暈三更雨，月暈午時風。」
太陽或月亮被光暈包圍是因為地球高空的冰晶反射其光線而成。冰晶溶解而造成高濃度的濕氣則會向下沉，並形成雲雨，所以其可以較準確地預測天氣。
「雷聲連成片，雨下溝河漫。」

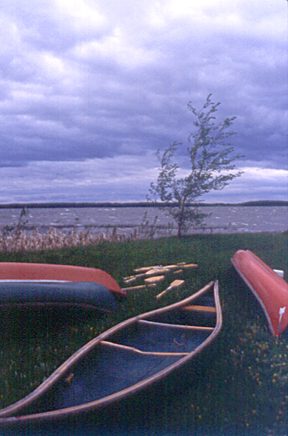
西北惡雲長，冰雹在後響。這是因為寒冷的北風通常伴隨著低氣壓系統。

這句諺語在夏天時適用但在冬天時可能不適用。具有重濕氣的空氣的傳導聲音效能較乾空氣為大，因此可以傳聲至較遠的地區。在冬天，氣溫則成為主要因素，如果空氣既暖且濕，則這句諺語適用；但如果天氣極其寒冷，則空氣密度較高，所以其亦較暖空氣更佳地傳導聲音，而這時空氣亦較乾燥，但對聲音傳導的影響相對輕微。因此縱使聲音在空氣中傳播很遠，仍只是反映了這種冷乾天氣，而不是預告下雨。
「先雷后雨雨必小，先雨后雷雨必大」
这句话有一定的科学性，一般打雷过程中，会对空中能量进行消耗，随后下雨，雨会变小；若先下雨后打雷，雷电可能是雨层云激发，这种云被称为空中水库，一旦出现，雨就不会小。

## 外部連結
- 天氣諺語預測天氣
- Coldal （页面存档备份，存于）
- Number 31 （页面存档备份，存于）
- Skywatch - 天氣的訊息